# Luiz Antônio da Costa
Luiz Antônio Correia da Costa, noto come Müller (Campo Grande, 31 gennaio 1966), è un allenatore di calcio ed ex calciatore brasiliano, di ruolo attaccante. È stato campione del mondo con la nazionale brasiliana nel 1994.

## Carriera

### Giocatore

#### Club
Con il San Paolo si laureò campione del mondo nel 1993 a Tokyo, realizzando il terzo gol della sua compagine nella partita vinta con il punteggio di 3-2 contro il Milan.
Giocò anche in Italia, nelle file di Torino (1988-1991) e Perugia (1997), tesseramento che si rivelò difficoltoso tanto da essere discusso nei tribunali brasiliani perché, per una legge voluta dal ministro Pelé, entrata in vigore pochi giorni prima, il San Paolo avrebbe perso l'indennizzo per i giocatori sopra i 30 anni, come era Müller all'epoca.
Dopo il suo ritiro avvenuto nel 2004, il 6 febbraio 2015 ha annunciato il ritorno al calcio giocato a 49 anni con il Fernandopolis, club della quarta serie del Campionato Paulista di calcio, con cui ha disputato un solo incontro (segnando un gol) il 17 aprile 2015.

#### Nazionale
Conta 56 presenze con 12 gol in nazionale, con la quale ha partecipato a tre mondiali (Messico '86, Italia '90 e Usa '94), nel terzo dei quali si è laureato Campione del Mondo.

### Allenatore
A partire dal 2009 ha allenato diverse squadre minori brasiliane: Gremio Maringà, Sinop, Imbituba e Blumenau.

## Statistiche

### Cronologia presenze e reti in nazionale
| Cronologia completa delle presenze e delle reti in nazionale ― Brasile | Cronologia completa delle presenze e delle reti in nazionale ― Brasile | Cronologia completa delle presenze e delle reti in nazionale ― Brasile | Cronologia completa delle presenze e delle reti in nazionale ― Brasile | Cronologia completa delle presenze e delle reti in nazionale ― Brasile | Cronologia completa delle presenze e delle reti in nazionale ― Brasile | Cronologia completa delle presenze e delle reti in nazionale ― Brasile | Cronologia completa delle presenze e delle reti in nazionale ― Brasile |
| Data                                                                   | Città                                                                  | In casa                                                                | Risultato                                                              | Ospiti                                                                 | Competizione                                                           | Reti                                                                   | Note                                                                   |
| ---------------------------------------------------------------------- | ---------------------------------------------------------------------- | ---------------------------------------------------------------------- | ---------------------------------------------------------------------- | ---------------------------------------------------------------------- | ---------------------------------------------------------------------- | ---------------------------------------------------------------------- | ---------------------------------------------------------------------- |
| 12-3-1986                                                              | Francoforte sul Meno                                                   | Germania Ovest                                                         | 2 – 0                                                                  | Brasile                                                                | Amichevole                                                             | -                                                                      | 74’                                                                    |
| 16-3-1986                                                              | Budapest                                                               | Ungheria                                                               | 3 – 0                                                                  | Brasile                                                                | Amichevole                                                             | -                                                                      | 65’                                                                    |
| 1-4-1986                                                               | São Luís                                                               | Brasile                                                                | 4 – 0                                                                  | Perù                                                                   | Amichevole                                                             | -                                                                      | 46’                                                                    |
| 8-4-1986                                                               | Goiânia                                                                | Brasile                                                                | 3 – 0                                                                  | Germania Est                                                           | Amichevole                                                             | 1                                                                      |                                                                        |
| 17-4-1986                                                              | Brasilia                                                               | Brasile                                                                | 3 – 0                                                                  | Finlandia                                                              | Amichevole                                                             | -                                                                      | 80’                                                                    |
| 30-4-1986                                                              | Recife                                                                 | Brasile                                                                | 4 – 2                                                                  | Jugoslavia                                                             | Amichevole                                                             | -                                                                      | 59’                                                                    |
| 7-5-1986                                                               | Curitiba                                                               | Brasile                                                                | 1 – 1                                                                  | Cile                                                                   | Amichevole                                                             | -                                                                      | 50’                                                                    |
| 1-6-1986                                                               | Guadalajara                                                            | Brasile                                                                | 1 – 0                                                                  | Spagna                                                                 | Mondiali 1986 - 1º turno                                               | -                                                                      | 65’                                                                    |
| 6-6-1986                                                               | Guadalajara                                                            | Brasile                                                                | 1 – 0                                                                  | Algeria                                                                | Mondiali 1986 - 1º turno                                               | -                                                                      | 58’                                                                    |
| 12-6-1986                                                              | León                                                                   | Irlanda del Nord                                                       | 0 – 3                                                                  | Brasile                                                                | Mondiali 1986 - 1º turno                                               | -                                                                      | 27’                                                                    |
| 16-6-1986                                                              | Guadalajara                                                            | Brasile                                                                | 4 – 0                                                                  | Polonia                                                                | Mondiali 1986 - Ottavi di finale                                       | -                                                                      | 73’                                                                    |
| 21-6-1986                                                              | Guadalajara                                                            | Brasile                                                                | 1 – 1 dts (3 – 4 dtr)                                                  | Francia                                                                | Mondiali 1986 - Quarti di finale                                       | -                                                                      | 72’                                                                    |
| 19-5-1987                                                              | Londra                                                                 | Inghilterra                                                            | 1 – 1                                                                  | Brasile                                                                | Amichevole                                                             | -                                                                      |                                                                        |
| 23-5-1987                                                              | Dublino                                                                | Irlanda                                                                | 1 – 0                                                                  | Brasile                                                                | Amichevole                                                             | -                                                                      | 73’                                                                    |
| 26-5-1987                                                              | Glasgow                                                                | Scozia                                                                 | 0 – 2                                                                  | Brasile                                                                | Amichevole                                                             | -                                                                      |                                                                        |
| 28-5-1987                                                              | Helsinki                                                               | Finlandia                                                              | 2 – 3                                                                  | Brasile                                                                | Amichevole                                                             | 1                                                                      |                                                                        |
| 1-6-1987                                                               | Tel Aviv                                                               | Israele                                                                | 0 – 4                                                                  | Brasile                                                                | Amichevole                                                             | -                                                                      |                                                                        |
| 21-6-1987                                                              | Florianópolis                                                          | Brasile                                                                | 4 – 1                                                                  | Ecuador                                                                | Amichevole                                                             | 1                                                                      | 75’                                                                    |
| 24-6-1987                                                              | Porto Alegre                                                           | Brasile                                                                | 1 – 0                                                                  | Paraguay                                                               | Amichevole                                                             | -                                                                      |                                                                        |
| 28-6-1987                                                              | Córdoba                                                                | Venezuela                                                              | 0 – 5                                                                  | Brasile                                                                | Coppa America 1987 - 1º turno                                          | -                                                                      | 66’                                                                    |
| 3-7-1987                                                               | Córdoba                                                                | Brasile                                                                | 0 – 4                                                                  | Cile                                                                   | Coppa America 1987 - 1º turno                                          | -                                                                      |                                                                        |
| 12-12-1987                                                             | Brasilia                                                               | Brasile                                                                | 1 – 1                                                                  | Germania Ovest                                                         | Amichevole                                                             | -                                                                      | 46’                                                                    |
| 7-7-1988                                                               | Sydney                                                                 | Australia                                                              | 0 – 1                                                                  | Brasile                                                                | Australia Bicentenary Gold Cup - 1º turno                              | -                                                                      |                                                                        |
| 10-7-1988                                                              | Melbourne                                                              | Brasile                                                                | 0 – 0                                                                  | Argentina                                                              | Australia Bicentenary Gold Cup - 1º turno                              | -                                                                      |                                                                        |
| 17-7-1988                                                              | Sydney                                                                 | Australia                                                              | 0 – 2                                                                  | Brasile                                                                | Australia Bicentenary Gold Cup - Finale                                | 1                                                                      |                                                                        |
| 14-10-1989                                                             | Bologna                                                                | Italia                                                                 | 0 – 1                                                                  | Brasile                                                                | Amichevole                                                             | -                                                                      |                                                                        |
| 14-11-1989                                                             | João Pessoa                                                            | Brasile                                                                | 0 – 0                                                                  | Jugoslavia                                                             | Amichevole                                                             | -                                                                      | 46’                                                                    |
| 20-12-1989                                                             | Rotterdam                                                              | Paesi Bassi                                                            | 0 – 1                                                                  | Brasile                                                                | Amichevole                                                             | -                                                                      | 73’                                                                    |
| 28-3-1990                                                              | Londra                                                                 | Inghilterra                                                            | 1 – 0                                                                  | Brasile                                                                | Amichevole                                                             | -                                                                      | 46’                                                                    |
| 5-5-1990                                                               | Campinas                                                               | Brasile                                                                | 2 – 1                                                                  | Bulgaria                                                               | Amichevole                                                             | 1                                                                      |                                                                        |
| 13-5-1990                                                              | Rio de Janeiro                                                         | Brasile                                                                | 3 – 3                                                                  | Germania Est                                                           | Amichevole                                                             | -                                                                      | 61’                                                                    |
| 10-6-1990                                                              | Torino                                                                 | Brasile                                                                | 2 – 1                                                                  | Svezia                                                                 | Mondiali 1990 - 1º turno                                               | -                                                                      |                                                                        |
| 16-6-1990                                                              | Torino                                                                 | Brasile                                                                | 1 – 0                                                                  | Costa Rica                                                             | Mondiali 1990 - 1º turno                                               | 1                                                                      |                                                                        |
| 20-6-1990                                                              | Torino                                                                 | Brasile                                                                | 1 – 0                                                                  | Scozia                                                                 | Mondiali 1990 - 1º turno                                               | 1                                                                      | 65’                                                                    |
| 24-6-1990                                                              | Torino                                                                 | Brasile                                                                | 0 – 1                                                                  | Argentina                                                              | Mondiali 1990 - Ottavi di finale                                       | -                                                                      |                                                                        |
| 30-10-1991                                                             | Varginha                                                               | Brasile                                                                | 3 – 1                                                                  | Jugoslavia                                                             | Amichevole                                                             | 1                                                                      | 61’                                                                    |
| 26-2-1992                                                              | Fortaleza                                                              | Brasile                                                                | 3 – 0                                                                  | Stati Uniti                                                            | Amichevole                                                             | -                                                                      | 69’                                                                    |
| 23-9-1992                                                              | Paranavaí                                                              | Brasile                                                                | 4 – 2                                                                  | Costa Rica                                                             | Amichevole                                                             | -                                                                      | 81’                                                                    |
| 18-2-1993                                                              | Buenos Aires                                                           | Argentina                                                              | 1 – 1                                                                  | Brasile                                                                | Amichevole                                                             | -                                                                      | 20’                                                                    |
| 17-3-1993                                                              | Ribeirão Preto                                                         | Brasile                                                                | 2 – 2                                                                  | Polonia                                                                | Amichevole                                                             | 1                                                                      |                                                                        |
| 18-6-1993                                                              | Cuenca                                                                 | Brasile                                                                | 0 – 0                                                                  | Perù                                                                   | Coppa America 1993 - 1º turno                                          | -                                                                      | cap.                                                                   |
| 21-6-1993                                                              | Cuenca                                                                 | Cile                                                                   | 3 – 2                                                                  | Brasile                                                                | Coppa America 1993 - 1º turno                                          | 1                                                                      | cap.                                                                   |
| 24-6-1993                                                              | Cuenca                                                                 | Brasile                                                                | 3 – 0                                                                  | Paraguay                                                               | Coppa America 1993 - 1º turno                                          | -                                                                      | cap.                                                                   |
| 27-6-1993                                                              | Guayaquil                                                              | Brasile                                                                | 1 – 1 (5 – 6 dtr)                                                      | Argentina                                                              | Coppa America 1993 - Quarti di finale                                  | 1                                                                      | cap.                                                                   |
| 25-7-1993                                                              | La Paz                                                                 | Bolivia                                                                | 2 – 0                                                                  | Brasile                                                                | Qual. Mondiali 1994                                                    | -                                                                      |                                                                        |
| 8-8-1993                                                               | Maceió                                                                 | Brasile                                                                | 1 – 1                                                                  | Messico                                                                | Amichevole                                                             | -                                                                      |                                                                        |
| 15-8-1993                                                              | Montevideo                                                             | Uruguay                                                                | 1 – 1                                                                  | Brasile                                                                | Qual. Mondiali 1994                                                    | -                                                                      | 84’                                                                    |
| 22-8-1993                                                              | San Paolo                                                              | Brasile                                                                | 2 – 0                                                                  | Ecuador                                                                | Qual. Mondiali 1994                                                    | -                                                                      |                                                                        |
| 29-8-1993                                                              | Recife                                                                 | Brasile                                                                | 6 – 0                                                                  | Bolivia                                                                | Qual. Mondiali 1994                                                    | 1                                                                      |                                                                        |
| 16-12-1993                                                             | Guadalajara                                                            | Messico                                                                | 0 – 1                                                                  | Brasile                                                                | Amichevole                                                             | -                                                                      |                                                                        |
| 23-3-1994                                                              | Recife                                                                 | Brasile                                                                | 2 – 0                                                                  | Argentina                                                              | Amichevole                                                             | -                                                                      |                                                                        |
| 8-6-1994                                                               | San Diego                                                              | Brasile                                                                | 8 – 2                                                                  | Honduras                                                               | Amichevole                                                             | -                                                                      | 46’                                                                    |
| 12-6-1994                                                              | Fresno                                                                 | Brasile                                                                | 4 – 0                                                                  | El Salvador                                                            | Amichevole                                                             | -                                                                      | 37’                                                                    |
| 24-6-1994                                                              | Stanford                                                               | Brasile                                                                | 3 – 0                                                                  | Camerun                                                                | Mondiali 1994 - 1º turno                                               | -                                                                      | 81’                                                                    |
| 11-11-1997                                                             | Brasilia                                                               | Brasile                                                                | 3 – 0                                                                  | Galles                                                                 | Amichevole                                                             | -                                                                      |                                                                        |
| 23-9-1998                                                              | São Luís                                                               | Brasile                                                                | 1 – 1                                                                  | Jugoslavia                                                             | Amichevole                                                             | -                                                                      |                                                                        |
| Totale                                                                 |                                                                        | Presenze                                                               | 56                                                                     |                                                                        | Reti                                                                   | 12                                                                     |                                                                        |

## Palmarès

### Giocatore

#### Club

##### Competizioni statali
- Campionato paulista: 5

San Paolo: 1985, 1987, 1991, 1992
Palmeiras: 1996
- Coppa Sul-Minas: 1

Corinthians: 2001

##### Competizioni nazionali
- Campionato brasiliano: 2

San Paolo: 1986, 1991
- Campionato italiano di Serie B: 1

Torino: 1989-1990
- Coppa del Brasile: 1

Cruzeiro: 2000

##### Competizioni internazionali
- Coppa Mitropa: 1

Torino: 1991
- Coppa Libertadores: 2

San Paolo: 1992, 1993
- Coppa Intercontinentale: 2

San Paolo: 1992, 1993
- Supercoppa Sudamericana: 1

San Paolo: 1993
- Recopa Sudamericana: 1

Cruzeiro: 1998

#### Nazionale

##### Competizioni giovanili
- Campionato mondiale Under-20: 1

URSS 1985

##### Competizioni maggiori
- Coppa Stanley Rous: 1

1987
- Campionato mondiale: 1

Stati Uniti 1994

#### Individuale
- Scarpa d'oro del campionato del mondo Under-20: 1

URSS 1985 (3 gol)
- Capocannoniere del Campeonato Brasileiro Série A: 1

1987 (10 gol)
- Miglior giocatore della Coppa Intercontinentale: 1

1992
- Equipo Ideal de América: 1

1993
- Bola de Prata: 1

1997